# Minamoto no Yoshiyasu
Minamoto no Yoshiyasu est un nom japonais traditionnel ; le nom de famille (ou le nom d'école), Minamoto, précède donc le prénom (ou le nom d'artiste).
Minamoto no Yoshiyasu (源 義康, mort le 7 juillet 1157) est fils de Yoshikuni et ancêtre de la branche familiale Ashikaga des Minamoto. Yoshiyasu est samouraï et prend part à la rébellion de Hōgen de 1156 à Kyoto avec les forces loyales à l'empereur Go-Shirakawa contre les forces de l'ancien empereur Sutoku.

## Source de la traduction
- (en) Cet article est partiellement ou en totalité issu de l’article de Wikipédia en anglais intitulé « Minamoto no Yoshiyasu » (voir la liste des auteurs).